# Родина (Акмолинская область)
Родина (каз. Родина, до 2010 г. — Приозёрное) — село в Целиноградском районе Акмолинской области Казахстана. Административный центр сельского округа Родина. Код КАТО — 116661100.

## География
Село расположено на левом берегу реки Ишим в северо-западной части Целиноградского района Акмолинской области, в 70 км от столицы Казахстана — города Астана, 115 км от районного центра — села Акмол и 400 км от областного центра — города Кокшетау.
Абсолютная высота — 319 метров над уровнем моря.
Климат холодно-умеренный, с хорошей влажностью. Среднегодовая температура воздуха положительная и составляет около +4,2°C. Среднемесячная температура воздуха в июле достигает +20,5°C. Среднемесячная температура января составляет около −14,5°C. Среднегодовое количество осадков составляет около 385 мм. Основная часть осадков выпадает в период с июня по июль.
Ближайшие населённые пункты: село Акмечеть — на севере, село Зелёный Гай — на западе, село Садовое — на востоке.
Юго-восточнее села расположено озеро Камышное.

## Население
В 1989 году население села составляло 891 человек (из них русские — 36 %, белорусы — 21 %).

В 1999 году население села составляло 1163 человека (567 мужчин и 596 женщин). По данным переписи 2009 года в селе проживали 1032 человека (490 мужчин и 542 женщины).
| Численность населения | Численность населения | Численность населения |
| 1989                  | 1999                  | 2009                  |
| --------------------- | --------------------- | --------------------- |
| 891                   | ↗1163                 | ↘1032                 |

## История
Поселение основано в 1933 году как 31 точка КарЛАГа. В 1936 году был образован колхоз «Новый быт». Центральная усадьба которого называлась «Интернациональное».
В 1940 году поступила первая техника: 8 колесных тракторов СТЗ, один комбайн «Коммунар», одна машина-трехтонка, первым водителем которой был Филиппович И. Н. В 1961 году образован совхоз «Родина» в состав которого входят три села: Приозерное, Зелёный Гай и Покровка. Первым директором совхоза назначен Тимошенко Николай Гаврилович. Село «Интернациональное» было переименовано в село «Приозерное», которое стало центральной усадьбой. С 1973 по 1987 год совхозом руководил Савенко А. Т.
С 1987 года директором назначен Сауэр И. А. в 1994 году совхоз «Родина» преобразовывается в ЧСП (частное сельскохозяйственное предприятие). С 1996 года — ПК (производственный кооператив) «Родина». С 20 мая 2005 года — ТОО АФ «Родина». С 2010 года переименовано в село Родина.

## Сельское хозяйство и промышленность
Базовым хозяйством является ТОО АФ «Родина» — это многопрофильное развитое сельхозформирование, где применяются самые современные технологии, а союз науки и практики позволяет получить отличные результаты. Товарищество вносит достойный вклад в формирование продовольственного пояса столицы и реализацию концепции продовольственной безопасности страны и занимается следующими основными видами деятельности:
Производство, хранение и реализация высококачественной продукции:
- зерна и элитных семян;
- молока и его переработка;
- мяса;
- плодовоовощной продукции;
- оказание сельскохозяйственных услуг;
- производство и реализация строительных материалов.

С 1999 года товариществу присвоен статус элитно-семеноводческого хозяйства по производству и реализации элитных семян зерновых культур, площадь ярового сева. Функционирует сад и огород в отделении № 3 с. Садовое, в котором выращивают ягоды (клубника, малина, смородина, вишня), овощи и картофель. Также действует питомник, специализирующийся не только на плодово-огородных культурах, но и на зеленых насаждениях.
В 2004 году хозяйству присвоен статус племенной фермы по разведению чистокровной верховой породы лошадей. Вот уже несколько лет в хозяйстве действует конно-спортивная школа на базе фермы.
В хозяйстве имеется свой мини-завод по производству протравителей семян. Химическая обработка полей производится собственными самолётами. В хозяйстве на праве собственности имеется 11 самолётов АН-2.
ТОО Агрофирма «Родина» с 2004 года имеет статус племенного завода по разведению крупно-рогатого скота черно-пестрой породы. В 2007 году в качестве пилотного проекта создан молочно-животноводческий комплекс, и было завезено 752 голов КРС голштино-фризской породы из Канады. В хозяйстве работает молочный цех по выпуску продукции в ассортименте: молоко, кефир, сметана, йогурт, творог, масло сливочное, сыр. Вышеперечисленная продукция сертифицирована Системой менеджмента качества СТ РК ИСО 9001-2009. Системой менеджмента безопасности пищевых продуктов СТ РК ИСО 22000-2006, СТ РК 1733—2007, который подтверждает срок хранения молока (до 120 часов) и молочной продукции (до 7 суток).
В 2012 году введён в эксплуатацию современный молочный завод мощностью 50 тонн молока в сутки, который производит: молоко, кефир, сметану, ряженку, сливки, йогурты и прочее.

## Транспорт и связь
Автобусное пассажирское сообщение между аулом Родина и Астаной осуществляется частными микроавтобусами и проходящим автобусом сообщением «Астраханка — Астана». Внешние и внутренние автомобильные дороги асфальтированы и оснащены дорожными знаками. Протяжённость асфальтного покрытия внутренних дорог в с. Родина составляет 7,2 км.
Село полностью телефонизировано и подключено к услуге широкополосного интернета «Мегалайн».

## Водоснабжение
Водоснабжение в селе Родина представляет собой водопроводную сеть. На территории села расположены 3 резервуара для хранения и запаса чистой воды. Подача воды населению осуществляется перекачивающими насосами. 256 домов имеют центральное водоснабжение.

## Инфраструктура
В селе имеется современная средняя школа, детская музыкальная школа, детский сад «Солнышко», врачебная амбулатория, дом культуры (получил гран-при в первом республиканском конкурсе за образцовую работу). Имеются хоккейный корт, детский парк, зоопарк, дом ветеранов, супермаркет, кафе, магазины, салон красоты, работают цех по производству кулинарных изделий, пекарня, цех по производству пельменей и вареников. В селе действует свой телеканал.
В 2012 году построен храм имени Предтечи и Крестителя Господня Иоанна.
В 2012 году заработал собственный ветрогенератор мощностью 750 кВт. Этого хватает на покрытие половины хозяйственных нужд.
На территории аула работает водопровод с разводящими сетями. Дома подключены к центральной отопительной системе. Ведется строительство современных коттеджных домов для работников.